# Two Wells Fargo Center
Two Wells Fargo Center es un rascacielos en Charlotte, la ciudad más poblada del estado de Carolina del Norte (Estados Unidos). Fue terminado en 1971, mide 132 m y tiene 32 pisos. LaBella Associates, anteriormente conocida como Pease Engineering and Architecture, diseñó el edificio. David Julian Moore fue el arquitecto en el lugar que funcionó como administrador de la construcción. Superó a la Torre Winston en Winston-Salem como el edificio más alto de Carolina del Norte, y en 1974 pasó por Bank of America Plaza. Actualmente es el 13° edificio más alto de la ciudad. En mayo de 2006, se volvió a pintar de beige a gris para complementar el esquema de color renovado en el vecino Wachovia Main.

## Historia
Cuando se completó, este edificio se llamó Jefferson First Union Tower. Posteriormente, se denominó Primera Unión Plaza. First Union todavía era dueño del edificio de 12 pisos en Tryon Street que Union National Bank (más tarde First Union) construyó como una sede de 9 pisos en 1954. En 1985, First Union compró el Templo Masónico y varios otros edificios, dándole al banco todo el bloque. Más adelante en la década, el banco demolió los edificios que compró pero salvó la fachada del templo. Un parque entró en el sitio.
Cuando los empleados de First Union comenzaron a mudarse a la nueva sede en febrero de 1988, ese edificio se llamó One First Union Center. El nombre Two First Union Center se refería a la torre de 32 pisos, mientras que el término "complejo Two First Union" también incluía el edificio más corto, que era conocido por sus murales de Charlotte Hornets. El sitio de Tryon Street se consideró a fines de la década de 1990 para un nuevo edificio de First Union que habría alcanzado de 70 a 80 pisos. El nombre propuesto era Four First Union. Después de la Primera Fusión Unión-Wachovia, el complejo se llamó Two Wachovia Center.
Wachovia planeaba mudarse del edificio más corto en 2003 y 2004 pero decidió renovarlo. La última renovación tuvo lugar en la década de 1970. El nuevo proyecto implicó trasladar temporalmente a algunos empleados al edificio BellSouth y otros lugares, el banco regresó al edificio en la primavera de 2006. El 12 de octubre de 2006 se inauguró en la planta baja la nueva sucursal insignia del banco. Reemplazó las sucursales en One and Three Wachovia Center y en 790 m², era uno de los más grandes del banco, utilizando el estilo de las sucursales en la ciudad de Nueva York y Dallas.
En diciembre de 2010, como resultado de la compra de Wachovia por Wells Fargo en 2008, el edificio más grande pasó a llamarse Two Wells Fargo Center.